# Sjef De Wilde
Sjef De Wilde (Duffel, 3 mei 1981) is een Belgische wielrenner voor Accent.Jobs-Willems Veranda's.
Sjef De Wilde begon zijn carrière in 2004 bij de jongerenploeg Jong Vlaanderen 2016. Tijdens zijn debuutjaar won hij de eendagswedstrijd Brussel-Opwijk en de Stadsprijs Geraardsbergen. In 2005 won hij een etappe in de Ronde van Antwerpen en in de Ronde van Lleida.
Tijdens de Scheldeprijs 2011 kwam hij zwaar ten val tijdens de eindsprint. Hij brak een ruggenwervel en liep een kneuzing op aan zijn rug. Hij kreeg ook een lichte hersenbloeding.

## Erelijst
2004
- Stadsprijs Geraardsbergen

2005
- 6e etappe in de Ronde van Lleida
- 3e etappe in de Ronde van Antwerpen

## Resultaten in voornaamste wedstrijden
| Jaar | Parijs-Brussel |
| ---- | -------------- |
| 2005 | 10e            |
| 2010 | 86e            |

## Referentie
1. ↑  De Wilde update Sporza.be gelezen 7 april 2011

De Ketele · De Neef · De Wilde · Hovelijnck · Huysmans · Jacobs · Keisse · Meirhaeghe · Paulissen · Ranson · Renders · Roelandts · Schets · Steurs · Uytterhoeven · Van De Gehuchte · Van den Abeele · Van Der Hasselt · Van Rooy · Verspeeten · Wijnands · Wynants
Cornu · De Greef · De Ketele · De Neef · De Poortere · De Wilde · De Zutter · Ingels · Lievens · Neyens · Paulissen · Roelandts · Schets · Van der Slagmolen · Van Hoovels · Van Rij · Van Rooy · Vanendert · Vanheule
Amorison · A. Capelle · Criquielion · Cummings · De Waele · De Wilde · Habeaux · Kleynen · Lebeau · Manning · Meirhaeghe · Neirynck · Renders · Sijmens · Simon · Van Loocke · Vanlandschoot · D. Verheyen · Verstrepen · Clancy (stagiair) · Clauwaert (stagiair) · Maene (stagiair)
Amorison · Boucher · A. Capelle · Clancy · De Waele · De Wilde · Gabriel · Kleynen · Kuyckx · Lebeau · Manning · Meirhaeghe · Neirynck · Peeters · Scheirlinckx · Sijmens · Van Mechelen · Vanlandschoot · D. Verheyen · Bellemakers (stagiair) · Delfosse (stagiair) · Maene (stagiair)
Cappelle · De Wilde · De Zutter · Ennekens · François · Hoornaert · Meeusen · Moerman · Standaert · Van Braeckel · van Heeswijk · Van Loocke · Van Moer · Vanhuffel
A.Cappelle · D.Cappelle · Coomans · De Wilde · François · Helminen · Hoornaert · Huys · Mortelmans · Omloop · Van Der Schueren · Vanbecelaere · Vangheel · Zen
D.Cappelle · A.Cappelle · Collaers · De Wilde · Degand · Habeaux · Paquet · Polazzi · Renders · Stenuit · Van Den Bossche · Van den Houte · van Dijk · Van Melsen · Vangenechten · Vanlandschoot
Caethoven · D.Cappelle · De Vocht · De Wilde · Degand · Drucker · Goris · Habeaux · Kemp · Scheirlinckx · Schmitz · Van den Houte · van Dijk · Van Goolen · van Groen · Van Melsen · Vanlandschoot · Venter · Verbist · Vernaeckt · Hollander (stagiair) · Van Den Noortgate (stagiair)
Caethoven · A. Cappelle · Tsjoezjda · De Vocht · De Wilde · Degand · Drucker · Gilbert · Goris · Habeaux · Hoste · Ista · Scheirlinckx · Van Dijk · Van Goolen · Van Groen · Van Melsen · Vanlandschoot · Verbist · De Troyer (stagiair) · Stevens (stagiair) · Verraes (stagiair)